# توکو نیشیو
توکو نیشیو (انگلیسی: Toku Nishio; ۱۲ سپتامبر ۱۹۳۹ – ۱۹ ژوئیهٔ ۲۰۰۵) صداپیشگی اهل ژاپن بود.